# Negha inflata
Negha inflata is een kameelhalsvliegensoort uit de familie van de Inocelliidae. De soort komt voor in het Nearctisch gebied.
Negha inflata werd voor het eerst wetenschappelijk beschreven door Hagen in 1861.